# Фонд потребления
Фонд потребления — часть национального дохода, используемая для личного и общественного потребления.

## Определение
Согласно БСЭ фонд потребления — это потребление, часть национального дохода, используемая для индивидуального и общественного (непроизводственного) потребления.
Источником фонда потребления являлся продукт и часть прибавочного продукта и воплощался в предметах потребления.